# Caryothraustes canadensis
Caryothraustes canadensis là một loài chim trong họ Cardinalidae.